# Стара фортеця (трилогія)
«Стара́ форте́ця» (рос. «Ста́рая кре́пость») — трилогія радянського письменника Володимира Бєляєва.
Складається з трьох книг — «Стара фортеця» («Старая крепость»), «Будинок із привидами» («Дом с привидениями»), «Місто біля моря» («Город у моря»), а також епілогу — «Через двадцять років» («Двадцать лет спустя»). Українською мовою трилогію переклали Діодор Бобир (книга перша), Іван Сенченко (книга друга) та Андрій Головко (книга третя).

## Історія створення
Першу книгу (під назвою «Підлітки») вперше було надруковано 1936 року в 11 номері журналу «Молодая гвардия». 1937 року вона вийшла окремою книжкою як повість «Стара фортеця». 1938 року її автор став членом Спілки письменників СРСР.
Другу книгу (під назвою «Будинок на Житомирській») вперше надруковано 1940 року у журналі «Звезда» у числах за серпень і вересень. Навесні 1941 року вона вийшла окремою книгою в «Детиздате» — вже під назвою «Будинок із привидами».
Останню частину трилогії написано після війни. 1950 року вона вийшла як повість. 1951 року у Києві вперше побачила світ трилогія у повному складі. 1954 року її перевидали в Москві у видавництві «Советский писатель» (наклад — 75 000 примірників). Під остаточним текстом трилогії стоять дві дати — «Травень 1936, Ленінград» і «Серпень 1967, Москва».
Здійснені 1985 року в Україні перевидання мали такі наклади: російською мовою у видавництві «Радянська школа» — 300 тисяч, українською мовою у видавництві «Молодь» — 150 тисяч примірників.

## Місця дії
Трилогія містить багато назв українських міст від Харкова, куди головний герой їздів зі скаргою, до Львова (згадується вже як частина України після Другої світової війни), але міста, де герой живе, не називаються жодного разу. Читач мусить сам пізнати по фортеці Кам'янець-Подільский, а по морю та металургійному заводу - Бердянськ.

## Екранізації
Роман Бєляєва був тричі екранізований.
Першу частину Старої фортеці Бєляєв опублікував 1937 р., а вже 1938 р. на екрани вийшла кінострічка «Стара фортеця», знята Одеською кіностудією художніх фільмів, причому за сценарієм автора. У цьому фільмі дебютував як кіноактор визнаний український майстер художнього слова Андрій Сова, який тоді навчався на останньому курсі Одеського театрального училища. А партнером Андрія Корнійовича у фільмі був Марк Бернес.
1955 р. на кіноекрани вийшов фільм «Тривожна молодість» виробництва  Київської кіностудії художніх фільмів. Цю стрічку за мотивами «Старої фортеці» знімали в Кам'янці-Подільському Олександр Алов і Володимир Наумов. Сценарій написали Володимир Бєляєв і Михайло Блейман, оператором картини був Олександр Пищиков. У фільмі знімалися популярні радянські актори Борис Бабочкін (у ролі секретаря ЦК КП(б)У) і Микола Крючков. Котьку Григоренка зіграв молодий актор Микола Рибников, який через кілька років прославиться ролями у фільмах «Весна на Зарічній вулиці» та «Висота».
У 1974 р. на екрани вийшов 7-серійний з однойменний телесеріал режисерів Михайла Бєлікова та Олександра Муратова за мотивами трилогії. Автори сценарію — Олександр Муратов, Володимир Сосюра.